# Kraljevina Livonija
Kraljevina Livonija (rusko Ливонское королевство, latinizirano: Livonskoe korolestvo, nemško Königreich Livland, estonsko Liivimaa kuningriik, latvijsko Livonijas ķēniņvalsts) je bilo marionetno kraljestvo na ozemlju sedanje Estonije in Latvije, ki ga je med livonsko vojno (1558-83) leta 1570 ustanovil ruski car Ivan Grozni. Kraljestvo ni nikoli delovalo kot država.

## Zgodovina
10. junija 1570 je v Moskvo prišel danski knez Magnus Holsteinski in bil kronan za kralja Livonije. Prisegel je zvestobo Ivanu Groznemu kot svojemu fevdalnemu gospodu in od njega dobil ustrezno listino za vazalno kraljestvo Livonija, ki ga je car štel za svojo dediščino. Pogodba med Magnusom in Ivanom IV. je podpisal opričnik in član državne administracije Vasilij Ščelkalov. Ozemlje novega kraljestva še ni bilo osvojeno, za njegovo prestolnico in uradno kraljevo rezidenco  pa je bil kljub temu določen grad Põltsamaa. Novi kralj Magnus Livonski je z vojsko 20.000 mož krenil iz Moskve osvajat Reval (zdaj Talin), ki je bil pod švedsko oblastjo. Ivanovo upanje na pomoč Magnusovega starejšega brata,  kralja Friderika II. Danskega, se ni izpolnilo. Konec marca 1571 se ja Magnus odrekel boju za Reval in opustil obleganje.
Leta 1577 je Magnus izgubil Ivanovo zaupanje. Sklical je livonsko plemstvo, da mu pomaga v boju proti tujim okupatorjem. Ivanova vojska ga je napadla in aretirala, po osvoboditvi pa se je odrekel kraljevskemu naslovu.
Magnus je najmanj šest let svojega življenja preživel v gradu Pilten v Kurlandski škofiji, kjer je marca 1583 umrl kot upokojenec poljske krone. Po koncu livonske vojne avgusta 1583 je večina ozemlja Stare Livonije (Kneževina Kurlandija in Semigalija in Kneževina Livonija) prišla pod oblast poljsko-litovske Republike obeh narodov. Kneževina Estonija  je pripadla Švedski.